# Midway Arcade Treasures
Midway Arcade Treasures es una compilación de 24 videojuegos arcade emulados.  El lanzamiento general fue desarrollado por Digital Eclipse y publicado por Midway Games para PlayStation 2, Xbox, GameCube y Microsoft Windows.  La versión de Xbox no es compatible con la Xbox 360. 
Midway siguió Arcade Treasures con sucesivas recopilaciones con diferentes juegos: Midway Arcade Treasures 2 en 2004, Midway Arcade Treasures 3 en 2005, la portátil Midway Arcade Treasures: Extended Play y la exclusiva versión de Midway Arcade Treasures Deluxe Edition en 2006. 
Después de la bancarrota de Midway, Warner Bros. posee los derechos y lanzó otra compilación de arcade llamada Midway Arcade Origins en 2012 para PlayStation 3 y Xbox 360 , que incluye 29 juegos selectos de MAT 1 y 2, más Super Off Road de 3 .  También contiene Vindicators Part II, que reemplazó a los Vindicators originales de Midway Arcade Treasures . 
Este juego se relanzó más tarde como Midway Arcade Treasures 1, el título y el paquete se modificaron ligeramente para coincidir con el segundo y tercer juego de la serie. A pesar de esto, los juegos siguen siendo los mismos. 
Una colección similar de juegos de arcade de Midway también fue lanzada exclusivamente en Japón por Success bajo el título Game Center USA: Midway Arcade Treasures, que compiló 32 juegos selectos de Midway Arcade Treasures 1 y 2 y se lanzó para PlayStation 2 el 21 de septiembre de 2006.

## Características
La compilación se reproduce de manera similar en las tres consolas; sin embargo, la versión de Xbox tiene la capacidad adicional de cargar puntuaciones en un cuadro de indicadores en línea. Las características especiales de cada versión del juego son las mismas.  Estos incluyen historias de juegos, entrevistas con desarrolladores y otros documentos. Esta compilación es una combinación de los juegos incluidos en Greatest Hits de Williams Arcade, Greatest Arcade Hits de Midway y Arcade Party Pak para la PlayStation y la PC originales, y cada una contiene exactamente los mismos extras de esas colecciones. Además, hay once juegos más incluidos que no se encuentran en esas colecciones. 
Si bien las versiones de PlayStation 2 y GameCube se pueden jugar en los primeros modelos de PlayStation 3 y Wii respectivamente (debido a su compatibilidad con versiones anteriores), la versión de Xbox no es compatible con Xbox 360.

## Juegos
La colección consta de los siguientes 24 juegos de arcade: 
| Título                                 | Publicado |
| -------------------------------------- | --------- |
| 720 °                                  | 1986      |
| Blaster                                | 1983      |
| Burbujas                               | 1983      |
| Defensor                               | 1980      |
| Defender II (alias) StarGate )         | 1981      |
| Guantelete                             | 1985      |
| Justar                                 | 1982      |
| Justo 2: Supervivencia del más fuerte. | 1986      |
| Klax                                   | 1989      |
| Locura de mármol                       | 1984      |
| Repartidor de periódicos               | 1984      |
| Alboroto                               | 1986      |
| Muralla                                | 1990      |
| Roadblasters                           | 1987      |
| Robotron: 2084                         | 1982      |
| Roland Beer Tapper                     | 1983      |
| El hueco de satan                      | 1982      |
| Sinistar                               | 1982      |
| Smash TV                               | 1990      |
| SPLAT!                                 | 1982      |
| Cazador de espías                      | 1983      |
| Super Sprint                           | 1986      |
| Toobin '                               | 1988      |
| Vindicadores                           | 1988      |

## Recepción
Midway Arcade Treasures recibió críticas mixtas, pero generalmente positivas, de los revisores de GameRankings con un 75.31% de la versión de GameCube, el 73.86% de la versión de PlayStation 2 y el 75.02% de la versión de Xbox.  Las críticas son el mal diseño del menú, la desaceleración en Smash TV, para los documentales y las entrevistas que tienen una calidad de video granulada y sin restaurar, así como los documentales y las entrevistas que se repiten de las colecciones anteriores de Midway. 
Midway Arcade Treasures también recibió críticas mixtas y positivas del agregador de reseñas Metacritic, con una puntuación de 76 para la versión de PlayStation 2, una puntuación de 74 para la versión de Xbox, y la más baja es una puntuación de 72 para la versión de GameCube.  Las revisiones fueron en su mayoría iguales a las de GameRankings, indicando los puntos positivos y negativos de los juegos. Muchas de las quejas se basaron en que el contenido del DVD era deficiente y la calidad de la tartamudez, que el menú no era agradable de ver y que algunos de los juegos eran difíciles de controlar (con Vindicators como el punto principal de atención). Los revisores dijeron que valía la pena conseguir la colección, incluso si los juegos no te atraían al principio.

## Remake
En 2012, se lanzó una nueva versión de la colección: una aplicación llamada Midway Arcade . Disponible para iOS, es la primera de la serie publicada por Warner Bros. que adquirió todos los activos debido a la bancarrota de Midway. La versión de iOS no incluye todos los juegos lanzados en este disco. 